# SYR4: Goodbye 20th Century
SYR4: Goodbye 20th Century es un álbum doble de versiones de temas vanguardistas lanzado por Sonic Youth y colaboradores en 1999.
SYR4 presenta trabajos de compositores clásicos vanguardistas tales como John Cage, Yoko Ono, Steve Reich y Christian Wolff, interpretados por Sonic Youth y varios colaboradores de la escena musical vanguardista moderna, tales como Christian Marclay, William Winant, Wharton Tiers, Takehisa Kosugi, entre otros. El álbum recibió críticas diversas, pero la mayoría alabó los esfuerzos del grupo en buscar popularizar y reinterpretar los trabajos de los compositores.
A diferencia de otros lanzamientos de la serie SYR, las notas de la carátula están escritas en inglés.
Las grabaciones fueron también publicadas como disco doble en vinilo, con las canciones ordenadas de manera ligeramente diferente, debido a las restricciones de capacidad de almacenamiento del formato LP.

## Lista de canciones

### Disco uno
1. «Edges» (Christian Wolff) – 16:03
2. «Six (3rd Take)» (John Cage) – 3:03
3. «Six for New Time» (Pauline Oliveros) – 8:06
4. «+–» (Takehisa Kosugi) – 7:01
5. «Voice Piece for Soprano» (Yoko Ono) – 0:17
6. «Pendulum Music» (Steve Reich) – 5:55

Este disco también incluye un vídeo QuickTime con una performance de «Piano Piece #13 (Carpenter's Piece)» que muestra a Sonic Youth tocando una a una las teclas de un piano.

### Disco dos
1. «Having Never Written a Note for Percussion» (James Tenney) – 9:09
2. «Six (4th Take)» (Cage) – 2:10
3. «Burdocks» (Christian Wolff) – 13:12
4. «Four6» (Cage) – 30:01
5. «Piano Piece #13 (Carpenter's Piece)» (George Maciunas) – 3:58
6. «Pièce enfantine» (Nicolas Slonimsky) – 1:28
7. «Treatise (Page 183)» (Cornelius Cardew) – 3:25

La canción «Piano Piece #13 (Carpenter's Piece)» está dedicada a Nam June.

## Créditos
Sonic Youth:
- Kim Gordon
- Lee Ranaldo
- Steve Shelley
- Thurston Moore

Otros intérpretes:
- William Winant
- Jim O'Rourke
- Takehisa Kosugi
- Christian Wolff
- Christian Marclay
- Coco Hayley Moore, voz en «Voice Piece for Soprano».
- Wharton Tiers

Técnicos:
Wharton Tiers y Luc Suer, grabación.
Steve Fallone, masterizado en Sterling Sound.
Chris Habib, gráficas.